# Buckner Thruston

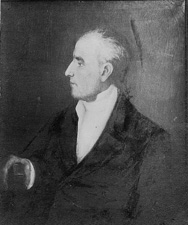
Buckner Thruston.

Buckner Thruston (9 de febrero de 1763 - 30 de agosto de 1845) fue un Senador de los EE. UU. del Partido Demócrata Republicano por parte de Kentucky.
Nació en la parroquia de Petsoe del condado de Gloucester (Virginia), y se graduó en el College of William & Mary de Williamsburg, Virginia. Estudió derecho y se mudó a Lexington, Kentucky (antiguamente parte de Virginia) en 1788. Fue admitido en el cuerpo de la judicatura y comenzó a ejercer. Fue miembro de la Asamblea Legislativa de Virginia en 1789.
- Datos: Q744435
- Multimedia: Buckner Thruston / Q744435